# Elpenor
Elpenor (gr. Ἐλπήνωρ) – postać z mitologii greckiej. Jeden z towarzyszy Odyseusza zamienionych przez Kirke w wieprze. 
Po odzyskaniu postaci ludzkiej upił się w przeddzień wyjazdu winem i zasnął pijany na tarasie. Usłyszawszy nad ranem wołanie towarzyszy, wyrwany ze snu spadł i zabił się. Odyseusz spotkał później jego duszę w świecie podziemnym, gdzie Elpenor poprosił go o sprawienie jego niepochowanym zwłokom przyzwoitego pogrzebu. Heros spełnił jego prośbę i wrócił na wyspę Kirke, gdzie spalił ciało towarzysza i usypał mu mogiłę.